# Statistiche di Formula 1 per nazione
Questa pagina descrive le statistiche di Formula 1, in relazione alla nazionalità dei piloti che ne prendono parte. In grassetto sono evidenziate le nazioni con piloti in attività in Formula 1.
Statistiche aggiornate al Gran Premio d'Ungheria 2025.

## Nazioni

### Titoli mondiali piloti
| Pos. | Nazione       | Titoli | Stagioni | Pilota con più titoli              | Numero piloti con titolo mondiale |
| ---- | ------------- | ------ | --- | ---------------------------------- | --------------------------------- |
| 1    | Regno Unito   | 20     | 1958, 1962, 1963, 1964, 1965, 1968, 1969, 1971 1973, 1976, 1992, 1996, 2008, 2009, 2014, 2015 2017, 2018, 2019, 2020 | Lewis Hamilton (7)                 | 10                                |
| 2    | Germania      | 12     | 1994, 1995, 2000, 2001, 2002, 2003, 2004, 2010 2011, 2012, 2013, 2016                                                | Michael Schumacher (7)             | 3                                 |
| 3    | Brasile       | 8      | 1972, 1974, 1981, 1983, 1987, 1988, 1990, 1991                                                                       | Nelson Piquet (3) Ayrton Senna (3) | 3                                 |
| 4    | Argentina     | 5      | 1951, 1954, 1955, 1956, 1957                                                                                         | Juan Manuel Fangio (5)             | 1                                 |
| 5    | Australia     | 4      | 1959, 1960, 1966, 1980                                                                                               | Jack Brabham (3)                   | 2                                 |
| =    | Austria       | 4      | 1970, 1975, 1977, 1984                                                                                               | Niki Lauda (3)                     | 2                                 |
| =    | Francia       | 4      | 1985, 1986, 1989, 1993                                                                                               | Alain Prost (4)                    | 1                                 |
| =    | Finlandia     | 4      | 1982, 1998, 1999, 2007                                                                                               | Mika Häkkinen (2)                  | 3                                 |
| =    | Paesi Bassi   | 4      | 2021, 2022, 2023, 2024                                                                                               | Max Verstappen (4)                 | 1                                 |
| 10   | Italia        | 3      | 1950, 1952, 1953 | Alberto Ascari (2)                 | 2                                 |
| 11   | Stati Uniti   | 2      | 1961, 1978 | Phil Hill (1) Mario Andretti (1)   | 2                                 |
| =    | Spagna        | 2      | 2005, 2006 | Fernando Alonso (2)                | 1                                 |
| 13   | Nuova Zelanda | 1      | 1967 | Denny Hulme (1)                    | 1                                 |
| =    | Sudafrica     | 1      | 1979 | Jody Scheckter (1)                 | 1                                 |
| =    | Canada        | 1      | 1997 | Jacques Villeneuve (1)             | 1                                 |

### Vittorie per nazionalità di pilota
| Pos. | Nazione       | Vitt. | Pilota con più vittorie | Piloti con vittoria | Prima vittoria                      | Ultima vittoria                           |
| ---- | ------------- | ----- | ----------------------- | ------------------- | ----------------------------------- | ----------------------------------------- |
| 1    | Regno Unito   | 322   | Lewis Hamilton (105)    | 21                  | Mike Hawthorn (Francia 1953)        | Lando Norris (Ungheria 2025)              |
| 2    | Germania      | 179   | Michael Schumacher (91) | 7                   | Wolfgang von Trips (Olanda 1961)    | Sebastian Vettel (Singapore 2019)         |
| 3    | Brasile       | 101   | Ayrton Senna (41)       | 6                   | Emerson Fittipaldi (USA 1970)       | Rubens Barrichello (Italia 2009)          |
| 4    | Francia       | 81    | Alain Prost (51)        | 14                  | Maurice Trintignant (Monaco 1955)   | Esteban Ocon (Ungheria 2021)              |
| 5    | Paesi Bassi   | 65    | Max Verstappen (65)     | 1                   | Max Verstappen (Spagna 2016)        | Max Verstappen (Emilia Romagna 2025)      |
| 6    | Finlandia     | 57    | Kimi Räikkönen (21)     | 5                   | Keke Rosberg (Svizzera 1982)        | Valtteri Bottas (Turchia 2021)            |
| 7    | Australia     | 51    | Jack Brabham (14)       | 5                   | Jack Brabham (Monaco 1959)          | Oscar Piastri (Belgio 2025)               |
| 8    | Italia        | 43    | Alberto Ascari (13)     | 15                  | Nino Farina (Gran Bretagna 1950)    | Giancarlo Fisichella (Malesia 2006)       |
| 9    | Austria       | 41    | Niki Lauda (25)         | 3                   | Jochen Rindt (USA 1969)             | Gerhard Berger (Germania 1997)            |
| 10   | Argentina     | 38    | Juan Manuel Fangio (24) | 3                   | Juan Manuel Fangio (Monaco 1950)    | Carlos Reutemann (Belgio 1981)            |
| 11   | Spagna        | 36    | Fernando Alonso (32)    | 2                   | Fernando Alonso (Ungheria 2003)     | Carlos Sainz Jr. (Città del Messico 2024) |
| 12   | Stati Uniti   | 33    | Mario Andretti (12)     | 15                  | Johnnie Parsons (Indianapolis 1950) | Mario Andretti (Olanda 1978)              |
| 13   | Canada        | 17    | Jacques Villeneuve (11) | 2                   | Gilles Villeneuve (Canada 1978)     | Jacques Villeneuve (Lussemburgo 1997)     |
| 14   | Nuova Zelanda | 12    | Denny Hulme (8)         | 2                   | Bruce McLaren (USA 1959)            | Denny Hulme (Argentina 1974)              |
| =    | Svezia        | 12    | Ronnie Peterson (10)    | 3                   | Joakim Bonnier (Olanda 1959)        | Ronnie Peterson (Austria 1978)            |
| 16   | Belgio        | 11    | Jacky Ickx (8)          | 2                   | Jacky Ickx (Francia 1968)           | Thierry Boutsen (Ungheria 1990)           |
| 17   | Sudafrica     | 10    | Jody Scheckter (10)     | 1                   | Jody Scheckter (Svezia 1974)        | Jody Scheckter (Italia 1979)              |
| 18   | Messico       | 8     | Sergio Pérez (6)        | 2                   | Pedro Rodríguez (Sudafrica 1967)    | Sergio Pérez (Azerbaigian 2023)           |
| =    | Monaco        | 8     | Charles Leclerc (8)     | 1                   | Charles Leclerc (Belgio 2019)       | Charles Leclerc (Stati Uniti 2024)        |
| 20   | Svizzera      | 7     | Clay Regazzoni (5)      | 2                   | Jo Siffert (Gran Bretagna 1968)     | Clay Regazzoni (Gran Bretagna 1979)       |
| =    | Colombia      | 7     | Juan Pablo Montoya (7)  | 1                   | Juan Pablo Montoya (Italia 2001)    | Juan Pablo Montoya (Brasile 2005)         |
| 22   | Polonia       | 1     | Robert Kubica (1)       | 1                   | Robert Kubica (Canada 2008)         | Robert Kubica (Canada 2008)               |
| =    | Venezuela     | 1     | Pastor Maldonado (1)    | 1                   | Pastor Maldonado (Spagna 2012)      | Pastor Maldonado (Spagna 2012)            |

### Pole position per nazionalità di pilota
| Pos. | Nazione       | Pole position | Pilota con più Pole                | Numero piloti con Pole |
| ---- | ------------- | ------------- | ---------------------------------- | ---------------------- |
| 1    | Regno Unito   | 309           | Lewis Hamilton (104)               | 19                     |
| 2    | Germania      | 166           | Michael Schumacher (68)            | 8                      |
| 3    | Brasile       | 126           | Ayrton Senna (65)                  | 6                      |
| 4    | Francia       | 79            | Alain Prost (33)                   | 9                      |
| 5    | Finlandia     | 70            | Mika Häkkinen (26)                 | 5                      |
| 6    | Italia        | 48            | Alberto Ascari (14)                | 13                     |
| 7    | Austria       | 46            | Niki Lauda (24)                    | 3                      |
| 8    | Paesi Bassi   | 44            | Max Verstappen (44)                | 1                      |
| 9    | Stati Uniti   | 39            | Mario Andretti (18)                | 15                     |
| =    | Australia     | 39            | Jack Brabham (13) Mark Webber (13) | 5                      |
| 11   | Argentina     | 38            | Juan Manuel Fangio (29)            | 3                      |
| 12   | Spagna        | 28            | Fernando Alonso (22)               | 2                      |
| 13   | Monaco        | 27            | Charles Leclerc (27)               | 1                      |
| 14   | Canada        | 16            | Jacques Villeneuve (13)            | 3                      |
| 15   | Svezia        | 15            | Ronnie Peterson (14)               | 2                      |
| 16   | Belgio        | 14            | Jacky Ickx (13)                    | 2                      |
| 17   | Colombia      | 13            | Juan Pablo Montoya (13)            | 1                      |
| 18   | Svizzera      | 7             | Clay Regazzoni (5)                 | 2                      |
| 19   | Nuova Zelanda | 6             | Chris Amon (5)                     | 2                      |
| 20   | Sudafrica     | 3             | Jody Scheckter (3)                 | 1                      |
| =    | Messico       | 3             | Sergio Pérez (3)                   | 1                      |
| 22   | Polonia       | 1             | Robert Kubica (1)                  | 1                      |
| =    | Venezuela     | 1             | Pastor Maldonado (1)               | 1                      |
| =    | Danimarca     | 1             | Kevin Magnussen (1)                | 1                      |

### Giri più veloci per nazionalità di pilota
| Pos. | Nazione       | Giri veloci | Pilota con più Giri veloci                               | Numero piloti con Giro veloce |
| ---- | ------------- | ----------- | -------------------------------------------------------- | ----------------------------- |
| 1    | Regno Unito   | 283         | Lewis Hamilton (67)                                      | 24                            |
| 2    | Germania      | 159         | Michael Schumacher (77)                                  | 12                            |
| 3    | Finlandia     | 95          | Kimi Räikkönen (46)                                      | 5                             |
| 4    | Francia       | 93          | Alain Prost (41)                                         | 17                            |
| 5    | Brasile       | 88          | Nelson Piquet (23)                                       | 9                             |
| 6    | Australia     | 68          | Mark Webber (19)                                         | 5                             |
| 7    | Italia        | 53          | Riccardo Patrese (13)                                    | 17                            |
| 8    | Austria       | 49          | Niki Lauda (24)                                          | 4                             |
| 9    | Argentina     | 37          | Juan Manuel Fangio (23)                                  | 5                             |
| 10   | Stati Uniti   | 36          | Mario Andretti (10)                                      | 12                            |
| 11   | Paesi Bassi   | 34          | Max Verstappen (34)                                      | 1                             |
| 12   | Spagna        | 31          | Fernando Alonso (26)                                     | 3                             |
| 13   | Svizzera      | 20          | Clay Regazzoni (15)                                      | 3                             |
| 14   | Canada        | 17          | Jacques Villeneuve (9)                                   | 2                             |
| 15   | Nuova Zelanda | 15          | Denny Hulme (9)                                          | 3                             |
| =    | Belgio        | 15          | Jacky Ickx (14)                                          | 2                             |
| 17   | Messico       | 14          | Sergio Pérez (12)                                        | 3                             |
| 18   | Colombia      | 12          | Juan Pablo Montoya (12)                                  | 1                             |
| 19   | Svezia        | 10          | Ronnie Peterson (9)                                      | 2                             |
| =    | Monaco        | 10          | Charles Leclerc (10)                                     | 1                             |
| 21   | Sudafrica     | 5           | Jody Scheckter (5)                                       | 1                             |
| 22   | Giappone      | 3           | Satoru Nakajima (1) Kamui Kobayashi (1) Yuki Tsunoda (1) | 3                             |
| =    | Danimarca     | 3           | Kevin Magnussen (3)                                      | 1                             |
| 24   | Russia        | 2           | Vitalij Petrov (1) Daniil Kvjat (1)                      | 2                             |
| =    | Cina          | 2           | Zhou Guanyu (2)                                          | 1                             |
| 26   | Polonia       | 1           | Robert Kubica (1)                                        | 1                             |

### Podi per nazionalità di pilota
| Pos. | Nazione       | Numero di Podi | Pilota con più Podi                                  | Numero piloti a Podio |
| ---- | ------------- | -------------- | ---------------------------------------------------- | --------------------- |
| 1    | Regno Unito   | 792            | Lewis Hamilton (202)                                 | 41                    |
| 2    | Germania      | 416            | Michael Schumacher (155)                             | 14                    |
| 3    | Francia       | 312            | Alain Prost (106)                                    | 23                    |
| 4    | Brasile       | 293            | Ayrton Senna (80)                                    | 9                     |
| 5    | Finlandia     | 245            | Kimi Räikkönen (103)                                 | 7                     |
| 6    | Italia        | 208            | Riccardo Patrese (37)                                | 29                    |
| 7    | Australia     | 152            | Mark Webber (42)                                     | 6                     |
| 8    | Spagna        | 135            | Fernando Alonso (106)                                | 4                     |
| 9    | Stati Uniti   | 129            | Dan Gurney (19) Mario Andretti (19)                  | 36                    |
| 10   | Paesi Bassi   | 119            | Max Verstappen (116)                                 | 2                     |
| 11   | Austria       | 118            | Niki Lauda (54)                                      | 4                     |
| 12   | Argentina     | 98             | Carlos Reutemann (45)                                | 5                     |
| 13   | Nuova Zelanda | 71             | Denny Hulme (33)                                     | 3                     |
| 14   | Monaco        | 49             | Charles Leclerc (48)                                 | 2                     |
| 15   | Messico       | 46             | Sergio Pérez (39)                                    | 2                     |
| 16   | Belgio        | 45             | Jacky Ickx (25)                                      | 6                     |
| 17   | Svezia        | 44             | Ronnie Peterson (26)                                 | 5                     |
| 18   | Canada        | 39             | Jacques Villeneuve (23)                              | 3                     |
| 19   | Sudafrica     | 36             | Jody Scheckter (33)                                  | 2                     |
| =    | Svizzera      | 36             | Clay Regazzoni (28)                                  | 3                     |
| 21   | Colombia      | 30             | Juan Pablo Montoya (30)                              | 1                     |
| 22   | Polonia       | 12             | Robert Kubica (12)                                   | 1                     |
| 23   | Russia        | 4              | Daniil Kvjat (3)                                     | 2                     |
| 24   | Giappone      | 3              | Aguri Suzuki (1) Takuma Satō (1) Kamui Kobayashi (1) | 3                     |
| 25   | Thailandia    | 2              | Alexander Albon (2)                                  | 1                     |
| 26   | Rhodesia      | 1              | John Love (1)                                        | 1                     |
| =    | Portogallo    | 1              | Tiago Monteiro (1)                                   | 1                     |
| =    | Venezuela     | 1              | Pastor Maldonado (1)                                 | 1                     |
| =    | Danimarca     | 1              | Kevin Magnussen (1)                                  | 1                     |

### Punti per nazionalità di pilota
| Pos. | Nazione       | Punti mondiali | Pilota con più punti     | Numero piloti a punti |
| ---- | ------------- | -------------- | ------------------------ | --------------------- |
| 1    | Regno Unito   | 12 621,8       | Lewis Hamilton (4 971,5) | 62                    |
| 2    | Germania      | 8 033,5        | Sebastian Vettel (3 098) | 22                    |
| 3    | Finlandia     | 4 397,5        | Kimi Räikkönen (1 873)   | 7                     |
| 4    | Spagna        | 3 733,5        | Fernando Alonso (2 363)  | 8                     |
| 5    | Francia       | 3 727,5        | Alain Prost (798,5)      | 39                    |
| 6    | Australia     | 3 523,5        | Daniel Ricciardo (1 328) | 6                     |
| 7    | Brasile       | 3 435          | Felipe Massa (1 167)     | 20                    |
| 8    | Paesi Bassi   | 3 239,5        | Max Verstappen (3 210,5) | 6                     |
| 9    | Italia        | 2 104,8        | Riccardo Patrese (281)   | 49                    |
| 10   | Messico       | 1 732          | Sergio Pérez (1 638)     | 5                     |
| 11   | Monaco        | 1 585          | Charles Leclerc (1 581)  | 2                     |
| 12   | Stati Uniti   | 999            | Mario Andretti (180)     | 52                    |
| 13   | Austria       | 990,5          | Niki Lauda (420,5)       | 7                     |
| 14   | Argentina     | 702,4          | Carlos Reutemann (310)   | 8                     |
| 15   | Canada        | 669            | Lance Stroll (318)       | 4                     |
| 16   | Nuova Zelanda | 567,5          | Denny Hulme (248)        | 6                     |
| 17   | Svezia        | 396            | Ronnie Peterson (206)    | 7                     |
| 18   | Belgio        | 383            | Jacky Ickx (181)         | 8                     |
| 19   | Svizzera      | 348            | Clay Regazzoni (212)     | 7                     |
| 20   | Giappone      | 310            | Kamui Kobayashi (125)    | 8                     |
| 21   | Colombia      | 307            | Juan Pablo Montoya (307) | 1                     |
| 22   | Thailandia    | 302            | Alexander Albon (294)    | 2                     |
| 23   | Sudafrica     | 282            | Jody Scheckter (255)     | 3                     |
| 24   | Polonia       | 274            | Robert Kubica (274)      | 1                     |
| 25   | Russia        | 267            | Daniil Kvjat (202)       | 3                     |
| 26   | Danimarca     | 203            | Kevin Magnussen (202)    | 2                     |
| 27   | Venezuela     | 77             | Pastor Maldonado (76)    | 2                     |
| 28   | Irlanda       | 16             | Derek Daly (15)          | 2                     |
| =    | Cina          | 16             | Zhou Guanyu (16)         | 1                     |
| 30   | Portogallo    | 8              | Tiago Monteiro (7)       | 2                     |
| 31   | Rhodesia      | 6              | John Love (6)            | 1                     |
| 32   | India         | 5              | Narain Karthikeyan (5)   | 1                     |
| 33   | Cile          | 3              | Eliseo Salazar (3)       | 1                     |
| 34   | Ungheria      | 1              | Zsolt Baumgartner (1)    | 1                     |

### Numero di piloti per nazione
| Pos. | Nazione       | Numero piloti |
| ---- | ------------- | ------------- |
| 1    | Stati Uniti   | 153           |
| 2    | Regno Unito   | 146           |
| 3    | Italia        | 84            |
| 4    | Francia       | 72            |
| 5    | Germania      | 48            |
| 6    | Brasile       | 32            |
| 7    | Argentina     | 23            |
| 8    | Svizzera      | 22            |
| 9    | Belgio        | 20            |
| 10   | Giappone      | 18            |
| 11   | Sudafrica     | 17            |
| 12   | Paesi Bassi   | 16            |
| 13   | Australia     | 15            |
| 14   | Austria       | 14            |
| 15   | Spagna        | 13            |
| =    | Canada        | 13            |
| 17   | Svezia        | 10            |
| =    | Nuova Zelanda | 10            |
| 19   | Finlandia     | 8             |
| 20   | Messico       | 6             |
| 21   | Irlanda       | 4             |
| =    | Danimarca     | 4             |
| =    | Russia        | 4             |
| 24   | Portogallo    | 3             |
| =    | Venezuela     | 3             |
| =    | Rhodesia      | 3             |
| =    | Uruguay       | 3             |
| =    | Monaco        | 3             |
| 29   | Colombia      | 2             |
| =    | India         | 2             |
| =    | Thailandia    | 2             |
| 32   | Liechtenstein | 1             |
| =    | Cile          | 1             |
| =    | Ungheria      | 1             |
| =    | Malaysia      | 1             |
| =    | Rep. Ceca     | 1             |
| =    | Polonia       | 1             |
| =    | Indonesia     | 1             |
| =    | Cina          | 1             |

### Numero di Gran Premi con almeno un pilota
| Pos. | Nazione       | Gran Premi | Pilota con più Gran Premi |
| ---- | ------------- | ---------- | ------------------------- |
| 1    | Regno Unito   | 1 123      | Lewis Hamilton (370)      |
| 2    | Francia       | 1 003      | Jean Alesi (201)          |
| 3    | Germania      | 920        | Michael Schumacher (306)  |
| 4    | Italia        | 859        | Riccardo Patrese (256)    |
| 5    | Brasile       | 807        | Rubens Barrichello (322)  |
| 6    | Australia     | 761        | Daniel Ricciardo (257)    |
| 7    | Finlandia     | 744        | Kimi Räikkönen (349)      |
| 8    | Spagna        | 571        | Fernando Alonso (415)     |
| 9    | Austria       | 554        | Gerhard Berger (210)      |
| 10   | Giappone      | 502        | Yuki Tsunoda (101)        |
| 11   | Stati Uniti   | 495        | Eddie Cheever (132)       |
| 12   | Paesi Bassi   | 485        | Max Verstappen (223)      |
| 13   | Canada        | 438        | Lance Stroll (179)        |
| 14   | Belgio        | 415        | Thierry Boutsen (163)     |
| 15   | Svezia        | 410        | Ronnie Peterson (123)     |
| 16   | Svizzera      | 387        | Clay Regazzoni (132)      |
| 17   | Messico       | 383        | Sergio Pérez (281)        |
| 18   | Argentina     | 264        | Carlos Reutemann (146)    |
| 19   | Nuova Zelanda | 234        | Denny Hulme (112)         |
| 20   | Danimarca     | 217        | Kevin Magnussen (185)     |
| 21   | Russia        | 209        | Daniil Kvjat (110)        |
| 22   | Monaco        | 185        | Charles Leclerc (161)     |
| 23   | Sudafrica     | 146        | Jody Scheckter (112)      |
| 24   | Thailandia    | 137        | Alexander Albon (118)     |
| 25   | Colombia      | 115        | Juan Pablo Montoya (94)   |
| 26   | Venezuela     | 114        | Pastor Maldonado (95)     |
| 27   | Polonia       | 99         | Robert Kubica (99)        |
| 28   | Portogallo    | 73         | Tiago Monteiro (37)       |
| 29   | Cina          | 68         | Zhou Guanyu (68)          |
| 30   | Irlanda       | 65         | Derek Daly (49)           |
| 31   | India         | 57         | Narain Karthikeyan (46)   |
| 32   | Cile          | 24         | Eliseo Salazar (24)       |
| 33   | Ungheria      | 20         | Zsolt Baumgartner (20)    |
| 34   | Malaysia      | 14         | Alex Yoong (14)           |
| 35   | Indonesia     | 12         | Rio Haryanto (12)         |
| 36   | Liechtenstein | 10         | Rikky von Opel (10)       |
| 37   | Rhodesia      | 9          | John Love (9)             |
| 38   | Uruguay       | 5          | Eitel Cantoni (3)         |
| 39   | Rep. Ceca     | 3          | Tomáš Enge (3)            |

### Numero di stagioni con almeno un pilota (almeno un Gran Premio)
| Pos. | Nazione       | Numero stagioni | Prima | Ultima |
| ---- | ------------- | --------------- | ----- | ------ |
| 1    | Regno Unito   | 76              | 1950  | 2025   |
| 2    | Germania      | 72              | 1950  | 2025   |
| 3    | Francia       | 71              | 1950  | 2025   |
| 4    | Italia        | 66              | 1950  | 2025   |
| 5    | Australia     | 57              | 1952  | 2025   |
| 6    | Brasile       | 55              | 1951  | 2025   |
| 7    | Stati Uniti   | 46              | 1950  | 2024   |
| =    | Finlandia     | 46              | 1974  | 2024   |
| =    | Paesi Bassi   | 46              | 1952  | 2025   |
| 10   | Belgio        | 45              | 1950  | 2018   |
| 11   | Svizzera      | 41              | 1950  | 2011   |
| 12   | Austria       | 40              | 1964  | 2010   |
| 13   | Spagna        | 39              | 1951  | 2025   |
| 14   | Svezia        | 38              | 1956  | 2018   |
| 15   | Canada        | 36              | 1961  | 2025   |
| 16   | Giappone      | 32              | 1976  | 2025   |
| 17   | Messico       | 30              | 1961  | 2024   |
| 18   | Argentina     | 29              | 1950  | 2025   |
| 19   | Nuova Zelanda | 25              | 1959  | 2025   |
| 20   | Sudafrica     | 19              | 1961  | 1980   |
| 21   | Danimarca     | 14              | 1974  | 2024   |
| 22   | Monaco        | 13              | 1950  | 2025   |
| 23   | Russia        | 11              | 2010  | 2021   |
| =    | Thailandia    | 11              | 1950  | 2025   |
| 25   | Portogallo    | 10              | 1959  | 2006   |
| 26   | Rhodesia      | 9               | 1962  | 1972   |
| 27   | Irlanda       | 8               | 1950  | 2003   |
| =    | Colombia      | 8               | 1982  | 2006   |
| =    | Venezuela     | 8               | 1960  | 2015   |
| 30   | Polonia       | 7               | 2006  | 2021   |
| 31   | India         | 4               | 2005  | 2012   |
| 32   | Uruguay       | 3               | 1952  | 1956   |
| =    | Cile          | 3               | 1981  | 1983   |
| =    | Cina          | 3               | 2022  | 2024   |
| 35   | Liechtenstein | 2               | 1973  | 1974   |
| =    | Malaysia      | 2               | 2001  | 2002   |
| =    | Ungheria      | 2               | 2003  | 2004   |
| 38   | Rep. Ceca     | 1               | 2001  | 2001   |
| =    | Indonesia     | 1               | 2016  | 2016   |